# ادوارد وایانت

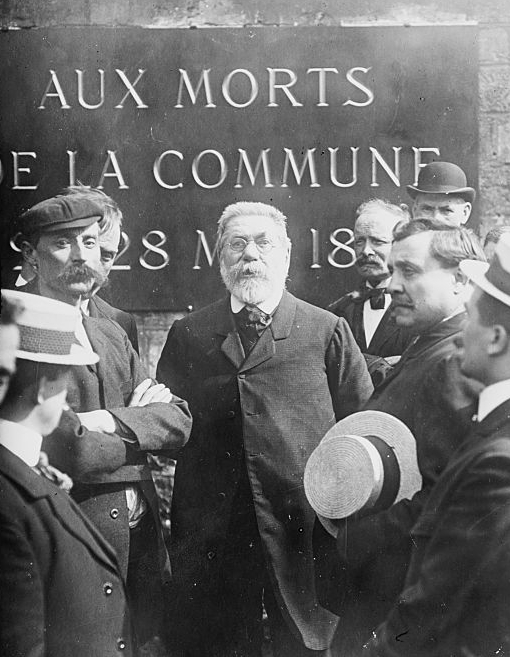
ادوارد وایانت.

ماری ادوارد وایانت (به فرانسوی: Marie Édouard Vaillant) (۲۴ ژانویه ۱۸۴۰ - ۱۸ دسامبر ۱۹۱۵) یک سوسیالیست انقلابی معروف فرانسوی بود. وی در سال ۱۹۰۰ با کمک هم‌فکرانش حزب سوسیالیست انقلابی فرانسه را بنیان گذاشت.
وایانت در سال ۱۸۷۱، زمانی که ارتش آلمان پس از غلبه بر ارتش فرانسه به حومه پاریس رسیده بود از ایجادکنندگان «کمون پاریس» و رد هرگونه دولت به صورت گذشته بود. وی پس از سرکوب خونین کمون پاریس به انگلستان گریخت و به کارل مارکس که در آنجا بود، پیوست.